# Villa Cornaro
La villa Cornaro es una villa del siglo XVI relacionada con el arquitecto Andrea Palladio. Se encuentra en el municipio italiano de Piombino Dese, alrededor de 30 kilómetros de Venecia. Fue diseñada por el arquitecto italiano Andrea Palladio, y se conserva como parte del Patrimonio de la Humanidad declarado por la Unesco.

## Historia
El destinatario era Giorgio Cornaro, hijo menor de una rica familia veneciana. Junto con la relativamente contemporánea villa Pisani en Montagnana, la villa realizada en Piombino Dese para otro potente patricio veneciano, Giorgio Cornaro, señala un salto neto de escala en el prestigio de Palladio, cuyos encargos hasta entonces eran esencialmente vicentinos.
La villa se empezó a construir en marzo del año 1553, y en abril del año siguiente el edificio, aunque incompleto, estaba ya habitado, tanto como para aparecer documentado Palladio la sera a zena con el patrón de la casa. Este último, con su nueva esposa Elena, en junio del mismo año toma posesión formal de la villa, o mejor decir de la obra: para esta fecha se había realizado sólo el bloque central, pero no las alas ni tampoco el segundo orden de la logia. A esto se destinan las dos campañas posteriores, en 1569 y 1588, la segunda llevada a cabo por Vicenzo Scamozzi, probablemente responsable también de la implicación de Camilo Mariani en la realización de las estatuas del salón. 

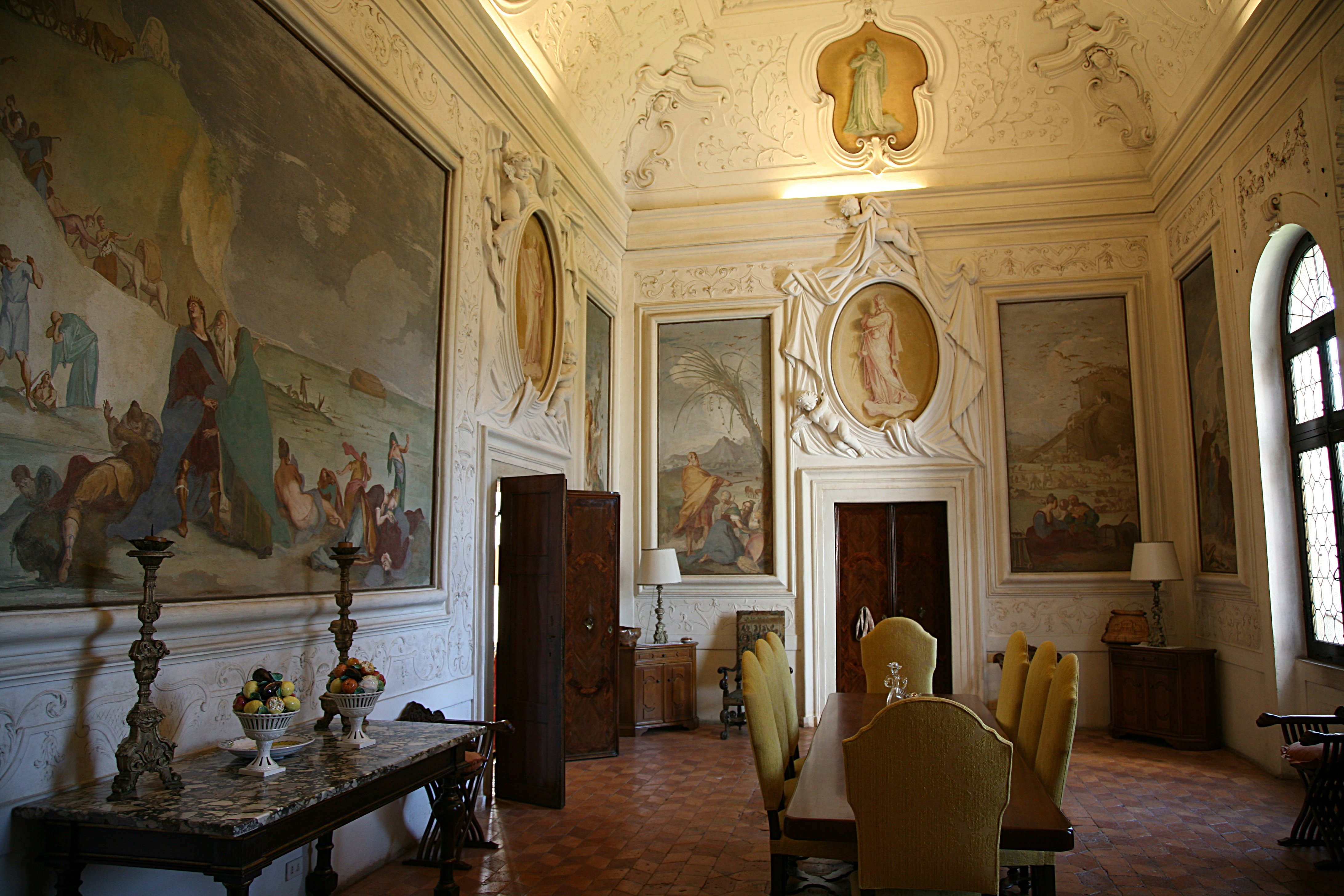
Una de las habitaciones interiores de la Villa Cornaro.

El interior tiene frescos del siglo XVIII obra de Mattia Bortoloni.
A través de su ilustración en la obra de Palladio Los cuatro libros de arquitectura,  Villa Cornaro se convirtió en un modelo para las villas por todo el mundo, particularmente en Inglaterra y las colonias en América del Norte. Thomas Jefferson se vio influido por Villa Cornaro en el diseño de Monticello.
La villa es actualmente propiedad de Carl y Sally Gable, de Atlanta, Georgia, quienes la adquirieron del Dr. Richard H. Rush de Fort Myers, Florida, en 1989.  El Dr. Rush había comprado la Villa Cornaro en 1969 de una organización gubernamental italiana dedicada a conservar los monumentos nacionales de Italia en el Véneto (L'Ente Per Le Ville Venete). A lo largo de veinte años, él y su esposa Julia restauraron la villa y la dotaron de antigüedades.
Villa Cornaro aparece en Guide to Historic Homes: In Search of Palladio, Producción de seis horas dividida en tres partes de Bob Vila para A&E Network.

## Arquitectura

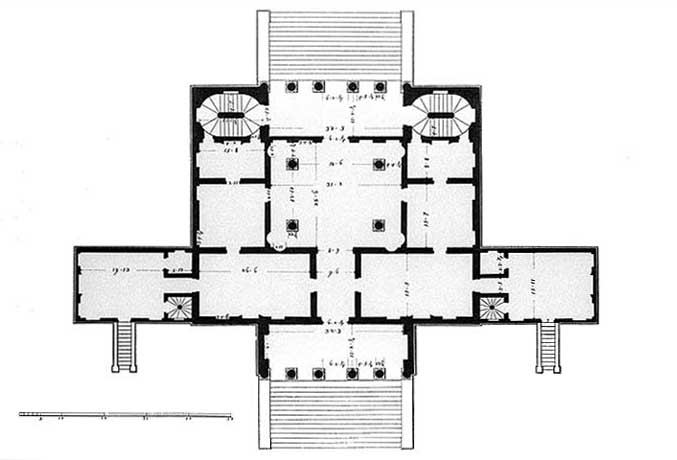
Planta, realizada por Ottavio Bertotti Scamozzi en 1781.

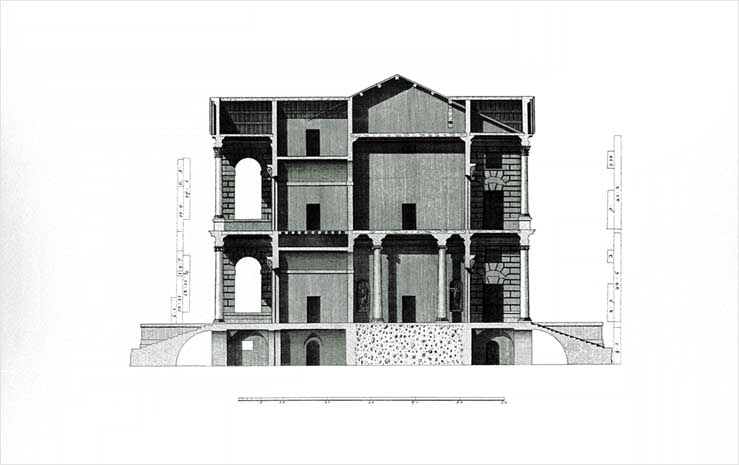
Sección, dibujo de Scamozzi, 1781.

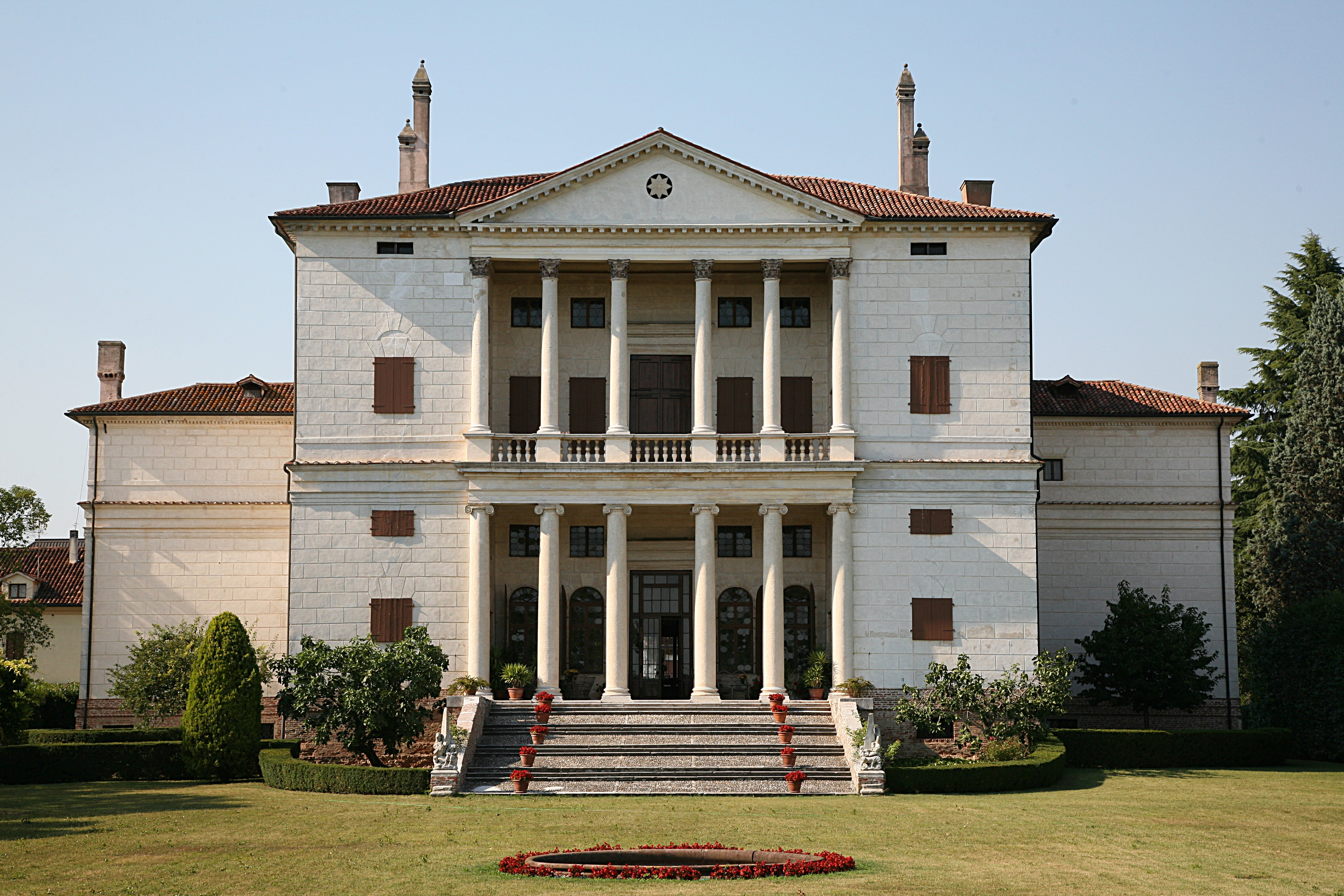
Fachada posterior de la villa Cornaro.

Representa uno de los más destacados ejemplos de una villa renacentista. La villa Pisani y esta villa Cornaro están unidas en más de un aspecto, no solo por la coincidencia cronológica y el alto estatus del comitente. De hecho, también la Cortnaro tiene una estructura y una decoración muy similares a un palacio y es más una casa de campo que una villa: aislada respecto a la explotación agrícola y otras dependencias, su posición prominente sobre la vía pública remarca su carácter ambivalente. Además, las chimeneas presentes en todas las estancias prueban un uso no sólo estival, y no por casualidad una estructura similar será copiada pocos años después para el palacio «suburbano» de Floriano Antonini en Údine.
La fachada norte tiene un pórtico-logia central que es un lugar habitable fuera del sol y abierto a las frescas brisas. Este extraordinario pronaos sobresaliente con doble orden refleja la solución palladiana de lo logia del palacio Chiericati en Vicenza, acabada en los mismos años, con el taponamiento lateral para dar rigidez a la estructura, como en el Pórtico de Octavia en Roma. Se ha señalado que la doble logia en la fachada es frecuente en la edificación gótica lagunar, tratándose de una adaptación o «traducción al estilo latino» de los términos tradicionales venecianos.
El espacio interior es una organización armoniosa de los planos de plantas estrictamente simétricas en las que Palladio insistía, sin excepción. Las habitaciones de proporciones relacionadas entre sí, compuestas de cuadrados y rectángulos áureos, quedan a los lados de una perspectiva axial central que se extiende diáfana a través de la casa; como señaló Rudolph Wittkower, trasladando las escaleras secundarias a las alas que se proyectan y llenando los espacios de las esquinas con escaleras principales ovales pareadas, espacio que fue dejado para un salón central que es tan ancho como los pórticos; este núcleo central forma un rectángulo en el que hay 3 x 2 repeticiones de un elegante módulo estándar. Como en la villa Pisani también la planimetría de villa Cornaro se organiza en torno a un gran ambiente con cuatro columnas libres, colocado en el centro de la casa y así, propiamente llamado salón, al que se accede por medio de la logia o de un estrecho vestíbulo. Los dos niveles de la villa están conectados por pos elegantes escaleras gemelas que separan netamente la planta baja, para acoger a los huéspedes, de los dos apartamentos superiores reservados a los cónyuges Cornaro.